# Trần Canh
Trần Canh (陈赓, bính âm: Chen Geng; 1903 -1961), là một Đại tướng Quân giải phóng nhân dân Trung Quốc và là một trong những tướng lĩnh được Mao Trạch Đông tin cậy nhất, ông đã từng giữ chức Phó Tổng Tham mưu trưởng Bộ Tổng tham mưu Giải phóng quân Nhân dân Trung Quốc, Thứ trưởng bộ Quốc phòng, nguyên Chủ tịch Chính phủ Nhân dân tỉnh Vân Nam, nguyên Hiệu trưởng Học viện Kỹ thuật Quân sự PLA.

## Thân thế

Đại tướng Trần Canh năm 1951

Trần Canh sinh năm 1903, quê huyện Tương Hương, tỉnh Hồ Nam, Trung Quốc (Tương Hương liền kề với huyện Tương Đàm - quê hương Mao Trạch Đông). Là học sinh trường Trung Tiểu học Đông Sơn (một trường kiểu mới sớm nhất tỉnh Hồ Nam).
Tháng 12 năm 1922, Trần Canh gia nhập Đảng Cộng sản Trung Quốc.
Năm 1928, ông làm Hiệu trưởng Trường Lục quân Bành Dương.
Năm 1935, làm Lữ đoàn trưởng Hồng quân trong Vạn lí trường chinh.
Tư lệnh Quân khu Thái Nhạc (1940). Tư lệnh kiêm Chính ủy Binh đoàn 4.
Tháng 1 năm 1950, sau khi Cộng hòa Nhân Dân Trung Hoa độc lập, Trung Quốc thành lập các Chính phủ Nhân dân tại các đơn vị hành chính trong nước. Ông được bổ nhiệm làm Chủ tịch Chính phủ Nhân dân tỉnh Vân Nam (chức vụ tương ứng với Tỉnh trưởng Chính phủ Nhân dân ngày nay) đầu tiên, giữ vị trí này từ 1950 đến 1955, Ủy viên dự khuyết Ủy ban Trung ương Đảng Cộng sản Trung Quốc khóa VII (tháng 6-1945).
Năm 1950, Trưởng đoàn Cố vấn quân sự Trung Quốc tại Việt Nam.
Năm 1951, Phó Tư lệnh Quân tình nguyện Trung Quốc tại Triều Tiên kiêm Tư lệnh và Chính ủy Binh đoàn 3.
Từ năm 1953 cho đến lúc mất năm 1961, ông là Viện trưởng kiêm Chính ủy Học viện Kỹ thuật Quân sự PLA ở Cáp Nhĩ Tân.
Tháng 10 năm 1954, ông kiêm chức Phó Tổng Tham mưu trưởng Quân giải phóng nhân dân Trung Quốc.
năm 1955, ông được phong quân hàm Đại tướng Quân Giải phóng Nhân dân Trung Quốc
Năm 1956, ông tham dự Đại hội đại biểu toàn quốc lần thứ VIII của Đảng Cộng sản Trung Quốc và được bầu làm Ủy viên Ban Chấp hành Trung ương.
Năm 1958, ông giữ chức Thứ trưởng của Bộ Quốc phòng Cộng hòa Nhân dân Trung Hoa và được bầu làm Ủy viên Quân ủy Trung ương Trung Quốc, Phó Chủ nhiệm Ủy ban Khoa học Kỹ thuật Quốc phòng Nhà nước.
Ông mất tại Thượng Hải ngày 16 tháng 3 năm 1961.

## Tham giaChiến tranh Đông Dương

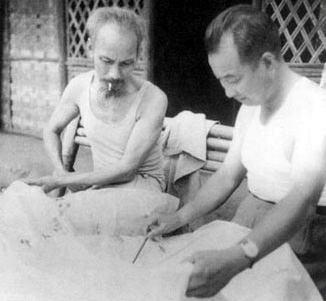
Trần Canh bàn kế hoạch quân sự với Chủ tịch Hồ Chí Minh, năm 1950

Ngày 7 tháng 7 năm 1950, Trần Canh dẫn đầu đoàn Cố vấn quân sự Trung Quốc gồm 14 người sang giúp Quân đội nhân dân Việt Nam đánh Pháp. Chủ tịch Hồ Chí Minh từng tặng ông vài bài thơ chữ Hán.